# کواترو کاستلا
کواترو کاستلا (به ایتالیایی: Quattro Castella) یک کومونه در ایتالیا است که در استان رجو امیلیا واقع شده‌است. کواترو کاستلا ۴۶٫۱ کیلومتر مربع مساحت و ۱۳٬۱۸۵ نفر جمعیت دارد.

## خواهرخوانده
شهرهای وایلبورگ و بیت ساحور خواهرخوانده‌های کواترو کاستلا هستند.